# Fornelos (Cinfães)
Fornelos ist eine Gemeinde (Freguesia) im portugiesischen Kreis Cinfães. In ihr leben 590 Einwohner (Stand 19. April 2021).